# شامپینی-سور-مارن
شهر شامپینی-سور-مارن (به فرانسوی: Champigny-sur-Marne) در شهرستان وال دو مارن در ناحیه ایل-دو-فرانس با جمعیت ۷۷٬۴۰۹ نفر بر پایه سرشماری ۲۰۱۶ در کشور فرانسه واقع شده‌است